# Eleição municipal de Campina Grande em 2024
A eleição municipal da cidade brasileira de Campina Grande ocorreu no dia 6 de outubro de 2024 (domingo), onde os 298.896 eleitores foram às urnas com o objetivo de eleger um prefeito, vice-prefeito e 23 vereadores para a administração campinense.
Como nenhum candidato atingiu metade dos votos (50%) mais um, uma nova eleição foi disputada no dia 27 de outubro (também um domingo). No primeiro turno, o prefeito titular e candidato à reeleição Bruno Cunha Lima (filiado ao União Brasil desde dezembro de 2023 e eleito pelo PSD em 2020), venceu o secretário de Saúde do estado da Paraíba, Jhony Bezerra (PSB), por 31.336 votos (110.807, contra 79.471 do candidato socialista). Inácio Falcão (PCdoB) ficou em terceiro lugar com 16.448 votos, seguido por Artur Bolinha (NOVO), que recebeu 16.282. André Ribeiro (PDT) e Nelson Júnior (PSOL) foram os candidatos com menor votação (5.386 e 1.403 votos). 
No segundo turno, Bruno Cunha Lima conquistou 136.191 votos (57,94% dos votos válidos), enquanto o candidato do PSB recebeu 98.852 (42,06%). Houve também 3.876 votos em branco, 9.718 nulos e 50.251 abstenções. Foi a primeira eleição definida em segundo turno em Campina Grande desde 2012, quando Romero Rodrigues, então filiado ao PSDB, foi eleito.
Entre os vereadores, União Brasil e PSB também foram os partidos que elegeram mais candidatos para o cargo (5 cada), seguidos por MDB, Republicanos e PODE, com 3 candidatos eleitos. PP, Avante e as federações Brasil da Esperança (representada pelo PCdoB) e PSDB Cidadania (representada pelo PSDB) conquistaram uma vaga.

## Antecedentes
Nas eleições de 2020, 6 candidaturas foram registradas para disputar a prefeitura municipal (Edmar Oliveira, do Patriota, teve sua candidatura impugnada em novembro depois de não ter encontrado um substituto para Wanderley Bezerra, até então seu vice na chapa, que havia renunciado um mês antes). Em sua quarta eleição (primeira como candidato a um cargo majoritário), Bruno Cunha Lima, na época filiado ao PSD, venceu no primeiro turno com 111.526 votos, contra 44.313 de Ana Cláudia Vital (PODE) e 33.415 do deputado estadual Inácio Falcão (PCdoB).

## Calendário eleitoral
| Início        | Fim           | Atividades | Status    |
| ------------- | ------------- | --- | --------- |
| 7 de março    | 5 de abril    | Janela partidária para vereadores trocarem de partido visando concorrer às eleições sem perder o mandato. | Realizado |
| 6 de abril    | 6 de abril    | Data-limite para todas as legendas e federações partidárias obterem o registro dos estatutos no TSE e para todos os candidatos terem domicílio eleitoral na circunscrição em que desejam disputar as eleições com a filiação deferida pelo partido. | Realizado |
| 15 de maio    | 15 de maio    | Início da campanha de arrecadação prévia de recursos na modalidade de financiamento coletivo para pré-candidatos, sem realização de pedidos de voto e obedecendo a regras relativas à propaganda eleitoral na Internet.                             | Realizado |
| 20 de julho   | 5 de agosto   | Realização de convenções partidárias para deliberar sobre coligações e escolher candidatos às prefeituras e aos cargos de vereador. Os partidos têm até 15 de agosto para registrar os nomes na Justiça Eleitoral.                                  | Realizado |
| 16 de agosto  | 16 de agosto  | Início das campanhas eleitorais de forma igualitária, podendo qualquer publicidade ou manifestação com pedido explícito de voto antes da data ser considerada irregular e multada.                                                                  | Realizado |
| 30 de agosto  | 3 de outubro  | Veiculação da propaganda eleitoral gratuita no rádio e na televisão. | Realizado |
| 6 de outubro  | 6 de outubro  | Realização do primeiro turno das eleições municipais. | Realizado |
| 11 de outubro | 25 de outubro | Veiculação da propaganda eleitoral gratuita no rádio e na televisão para o segundo turno. | Realizado |
| 27 de outubro | 27 de outubro | Realização de um eventual segundo turno nas cidades com mais de 200 mil eleitores em que o candidato a prefeito mais votado não tenha atingido a metade mais um dos votos válidos.                                                                  | Realizado |

## Candidaturas
| Nº | Candidato        | Partido | Candidato a vice                 | Cargos relevantes ou profissão                                                                                   | Coligação                                                                                             | Tempo no horário eleitoral |
| -- | ---------------- | ------- | -------------------------------- | --- | --- | -------------------------- |
| 12 | André Ribeiro    | PDT     | Pedro Ivo (PDT)                  | Advogado e presidente do PDT em Campina Grande; Secretário de Ciência e Tecnologia do Governo da Paraíba (2024–) | Partido não coligado                                                                                  | 28 segundos                |
| 30 | Artur Bolinha    | NOVO    | Annelise Meneguesso (PL)         | Empresário; presidente do Treze (2023–); presidente da CDL (2014–2022)                                           | "Campina, Grande de Novo" (NOVO e PL)                                                                 | 1 minuto e 58 segundos     |
| 40 | Jhony Bezerra    | PSB     | Marinaldo Cardoso (Republicanos) | Secretário de Saúde do Governo da Paraíba (2023–)                                                                | "Por Uma Campina Campeã" (PSB, Agir, MOBILIZA, Republicanos, PSD e PP)                                | 2 minutos e 42 segundos    |
| 44 | Bruno Cunha Lima | UNIÃO   | Alcindor Villarim (PODE)         | Prefeito de Campina Grande (2021–); Deputado estadual (2015–2018), Vereador (2013–2014)                          | "Unidos Por Amor a Campina" (UNIÃO, MDB, Avante, Federação PSDB Cidadania, Solidariedade, PODE e PRD) | 2 minutos e 50 segundos    |
| 50 | Nelson Júnior    | PSOL    | Marry Rodrigues (UP)             | Professor | "Campina Para o Futuro" (Federação PSOL REDE e UP)                                                    | 24 segundos                |
| 65 | Inácio Falcão    | PCdoB   | Hermano Nepomuceno (PT)          | Deputado estadual (2015–), Vereador (2001–2014)                                                                  | FE Brasil (PCdo B, PT e PV)                                                                           | 1 minuto e 36 segundos     |

### Desistências
| Nº | Candidato        | Partido | Cargos relevantes ou profissão | Motivo da desistência |
| -- | ---------------- | ------- | --- | --- |
| 13 | Márcio Caniello  | PT      | Presidente do diretório campinense do PT (2017–2019), Secretário municipal de Planejamento (2013–2016)                                                                | Apoio do PT à candidatura de Jhony Bezerra, posteriormente retirada em julho, quando o partido voltaria a apoiar a candidatura de Inácio Falcão             |
| 20 | Romero Rodrigues | PODE    | Deputado federal (2011–2012 e desde 2023); Prefeito de Campina Grande (2013–2020); Deputado estadual pela Paraíba (2007–2011); Vereador de Campina Grande (1993–2006) | Retirou sua pré-candidatura alegando motivos pessoais em 31 de julho de 2024. Em 5 de agosto, o PODE aderiu à candidatura de Bruno Cunha Lima à reeleição   |
| 22 | Bruno Roberto    | PL      | Secretário de Juventude, Esporte e Lazer do Governo da Paraíba (2016); Secretário de Desenvolvimento da Agropecuária e Pesca (2010)                                   | Apoio do PL à candidatura de Bruno Cunha Lima à reeleição, posteriormente retirada em julho, quando o partido decidiu apoiar a candidatura de Artur Bolinha |
| 55 | Rosália Lucas    | PSD     | Secretária de Turismo e Desenvolvimento Econômico do Governo da Paraíba (2019–)                                                                                       | Apoio do PSD à candidatura de Jhony Bezerra |

## Candidaturas a vereança
Conforme dados informados ao TSE, foram registradas 357 candidaturas a vereador em Campina Grande, número que caiu para 335 após 22 candidatos renunciarem ou tiveram suas candidaturas indeferidas pela Justiça Eleitoral. A coligação "Unidos por Amor a Campina" foi a que teve o maior número de candidatos (133), seguida pela coligação "Por uma Campina Campeã" (120). Entre os partidos, o Podemos foi o que lançou mais mais representantes na disputa por vagas na Câmara Municipal (25), seguido por Agir, Republicanos, PSD e PP, além da Federação Brasil da Esperança (24), enquanto o MOBILIZA lançou apenas duas candidaturas a vereador, mas que foram consideradas inaptas por "ausência de condição de elegibilidade". O PRD e o Cidadania (que integra a federação com o PSDB) não registraram nenhuma candidatura ao cargo.
DC, PRTB (que disputavam eleições desde 2000), PMB (participou das eleições de 2016) e PCO (que lançou uma candidatura a vereador em 2020) não fizeram convenções para lançar candidaturas ou apoiar algum candidato a prefeito.
O candidato a vereador mais velho registrado no TSE foi Dedé Ferreira, do PP, aos 77 anos, e a mais nova foi Mariana de Azevedo, do PCdoB, aos 18 anos.
| Partido / Federação           | Número de candidaturas |
| ----------------------------- | ---------------------- |
| UNIÃO                         | 23                     |
| MDB                           | 22                     |
| Avante                        | 21                     |
| Federação PSDB Cidadania      | 21                     |
| Solidariedade                 | 21                     |
| Podemos                       | 25                     |
| PRD                           | Nenhum candidato       |
| PSB                           | 22                     |
| Agir                          | 24                     |
| MOBILIZA                      | 2                      |
| Republicanos                  | 24                     |
| PSD                           | 24                     |
| PP                            | 24                     |
| Federação PSOL REDE           | 22                     |
| UP                            | 3                      |
| PL                            | 18                     |
| NOVO                          | 16                     |
| Federação Brasil da Esperança | 24                     |
| PDT                           | 21                     |
| Total                         | 357                    |

## Debates
Primeiro turno

De acordo com as regras eleitorais, as emissoras só poderão convocar para o debate os candidatos que obtiverem a concordância de pelo menos dois terços de candidatas e candidatos, no caso de eleição majoritária (cargo de prefeito), e de pelo menos dois terços dos partidos ou das federações com candidatas e candidatos, no caso de eleição proporcional (cargo de vereador). Caso não seja possível um acordo, as emissoras de rádio e televisão podem apresentar debates em conjunto para o cargo de prefeito, estando presentes todas as candidatas e todos os candidatos, ou em grupos, com a presença de, no mínimo, três pessoas.
| Data           | Organizador(es)    | Mediação        | André Ribeiro (PDT) | Artur Bolinha (NOVO) | Jhony Bezerra (PSB) | Bruno Cunha Lima (UNIÃO) | Nelson Júnior (PSOL) | Inácio Falcão (PCdoB) | Ref    |
| -------------- | ------------------ | --------------- | ------------------- | -------------------- | ------------------- | ------------------------ | -------------------- | --------------------- | ------ |
| 14 de agosto   | TV Arapuan (Band)  | Luís Tôrres     | Presente            | Presente             | Presente            | Presente                 | Presente             | Presente              | [ 50 ] |
| 19 de setembro | Rede ITA (Cultura) | Arimatéa Souza  | Presente            | Presente             | Presente            | Presente                 | Presente             | Presente              |        |
| 25 de setembro | TV Borborema (SBT) | Kalilka Vólia   | Ausente             | Presente             | Presente            | Presente                 | Presente             | Presente              | [ 51 ] |
| 3 de outubro   | TV Paraíba (Globo) | André Junqueira | Presente            | Presente             | Presente            | Presente                 | Presente             | Presente              | [ 52 ] |

## Apoios no segundo turno
Após a confirmação do segundo turno entre Bruno Cunha Lima e Jhony Bezerra, os candidatos derrotados, demais políticos e partidos políticos posicionaram-se. Nesta seção há uma relação dos endossos declarados após o primeiro turno:
| Bruno Cunha Lima | Bruno Cunha Lima                                     |
| ---------------- | ---------------------------------------------------- |
| Partidos         | Partido Novo                                         |
| Partidos         | PL                                                   |
| Políticos        | Artur Bolinha, candidato derrotado no primeiro turno |

| Jhony Bezerra | Jhony Bezerra                                                                                            |
| ------------- | --- |
| Partidos      | PCdoB |
| Partidos      | PT |
| Partidos      | PV |
| Partidos      | PDT |
| Partidos      | PSOL |
| Políticos     | Inácio Falcão, deputado estadual e candidato derrotado no primeiro turno                                 |
| Políticos     | André Ribeiro, candidato derrotado no primeiro turno                                                     |
| Políticos     | Nelson Júnior, candidato derrotado no primeiro turno                                                     |
| Políticos     | Geraldo Alckmin, vice-presidente e ministro do Desenvolvimento, Indústria, Comércio e Serviços do Brasil |

## Resultados

### Prefeito
| Candidato(a)           | Candidato(a)             | Vice                             | 1º turno 6 de outubro de 2024 | 1º turno 6 de outubro de 2024 | 2º turno 27 de outubro de 2024 | 2º turno 27 de outubro de 2024 |
| Candidato(a)           | Candidato(a)             | Vice                             | Total                         | Porcentagem                   | Total                          | Porcentagem                    |
| ---------------------- | ------------------------ | -------------------------------- | ----------------------------- | ----------------------------- | ------------------------------ | ------------------------------ |
|                        | Bruno Cunha Lima (UNIÃO) | Alcindor Villarim (PODE)         | 110.807                       | 48,22%                        | 136.191                        | 57,94%                         |
|                        | Jhony Bezerra (PSB)      | Marinaldo Cardoso (Republicanos) | 79.471                        | 34,58%                        | 98.852                         | 42,06%                         |
|                        | Inácio Falcão (PCdoB)    | Hermano Nepomuceno (PT)          | 16.448                        | 7,16%                         | Não participaram               | Não participaram               |
|                        | Artur Bolinha (NOVO)     | Annelise Meneguesso (PL)         | 16.282                        | 7,09%                         | Não participaram               | Não participaram               |
|                        | André Ribeiro (PDT)      | Pedro Ivo (PDT)                  | 5.386                         | 2,34%                         | Não participaram               | Não participaram               |
|                        | Nelson Júnior (PSOL)     | Marry Rodrigues (UP)             | 1.403                         | 0,61%                         | Não participaram               | Não participaram               |
| Total de votos válidos | Total de votos válidos   | Total de votos válidos           | 229.797                       | 91,10%                        | 235.043                        | 94,53%                         |
| → Votos em branco      | → Votos em branco        | → Votos em branco                | 6.990                         | 2,77%                         | 3.876                          | 1,56%                          |
| → Votos nulos          | → Votos nulos            | → Votos nulos                    | 15.452                        | 6,13%                         | 9.718                          | 3,91%                          |
| Total de votos         | Total de votos           | Total de votos                   | 252.239                       | 84,39%                        | 248.637                        | 83,19%                         |
| Abstenções             | Abstenções               | Abstenções                       | 46.649                        | 15,61%                        | 50.251                         | 16,81%                         |
| Total de eleitores     | Total de eleitores       | Total de eleitores               | 298.896                       |                               |                                |                                |

## Vereadores eleitos
| Candidato eleito          | Partido                    | Votação | Porcentagem | Cidade onde nasceu | Unidade federativa |
| Jô Oliveira               | PCdoB (FE Brasil)          | 5.178   | 2,22%       | Campina Grande     | Paraíba            |
| Carol Gomes               | UNIÃO                      | 5.009   | 2,15%       | João Pessoa        | Paraíba            |
| Ivonete Ludgério          | UNIÃO                      | 4.964   | 2,13%       | Campina Grande     | Paraíba            |
| Rafafá                    | UNIÃO                      | 4.820   | 2,06%       | Campina Grande     | Paraíba            |
| Alexandre do Sindicato    | UNIÃO                      | 4.671   | 2%          | Campina Grande     | Paraíba            |
| Dinho Papa Léguas         | PSDB (Fed. PSDB Cidadania) | 4.614   | 1,98%       | Campina Grande     | Paraíba            |
| Fabiana Gomes             | UNIÃO                      | 4.524   | 1,94%       | Campina Grande     | Paraíba            |
| Saulo Germano             | Podemos                    | 4.300   | 1,84%       | Campina Grande     | Paraíba            |
| Márcio da Eletropolo      | PSB                        | 4.008   | 1,72%       | Campina Grande     | Paraíba            |
| Severino da Prestação     | MDB                        | 3.928   | 1,68%       | Campina Grande     | Paraíba            |
| Valéria Aragão            | Republicanos               | 3.865   | 1,66%       | Campina Grande     | Paraíba            |
| Pâmela Vital              | MDB                        | 3.852   | 1,65%       | Campina Grande     | Paraíba            |
| Sargento Wellington Cobra | PSB                        | 3.619   | 1,55%       | Campina Grande     | Paraíba            |
| Saulo Noronha             | MDB                        | 3.583   | 1,53%       | Campina Grande     | Paraíba            |
| Aninha Cardoso            | Republicanos               | 3.502   | 1,50%       | Campina Grande     | Paraíba            |
| Waleria Assunção          | PSB                        | 3.446   | 1,48%       | Barro              | Ceará              |
| Tertuliano Maracajá       | Republicanos               | 3.223   | 1,38%       | Campina Grande     | Paraíba            |
| Anderson Pila             | PSB                        | 2.956   | 1,27%       | Campina Grande     | Paraíba            |
| Pimentel Filho            | PSB                        | 2.864   | 1,23%       | Campina Grande     | Paraíba            |
| Pastor Luciano Breno      | Avante                     | 2.752   | 1,18%       | Campina Grande     | Paraíba            |
| Frank Alves               | PODE                       | 2.514   | 1,08%       | Campina Grande     | Paraíba            |
| Rostand Paraíba           | PP                         | 2.409   | 1,03%       | Campina Grande     | Paraíba            |
| Dr. Olímpio               | PODE                       | 2.226   | 0,95%       | Campina Grande     | Paraíba            |

## Geradoras do guia eleitoral
Em 30 de julho de 2024, uma reunião promovida pela Justiça Eleitoral com diretores das emissoras de rádio e televisão de Campina Grande definiu a ordem das geradoras do guia eleitoral no primeiro turno. As TVs Borborema, Paraíba e Maior e a Rede ITA transmitiram o horário eleitoral na televisão, enquanto as rádios Mix FM Campina Grande, Panorâmica FM, Correio FM e Campina FM foram as geradoras do horário eleitoral radiofônico. 
No segundo turno, a Rede ITA e a Rádio Pop Cariri foram as emissoras responsáveis pela exibição do guia eleitoral.